# David Emge
David Emge est un acteur américain né le 9 septembre 1946 à Evansville (Indiana) où il meurt le 20 janvier 2024.

## Biographie
David Michael Emge naît le 9 septembre 1946 à Evansville de Richard Andrew et Gertrude Mary Emge. Boy Scout, David étudie l'art dramatique à l'Université d'Evansville et obtient un baccalauréat ès arts.
David est recruté par l'armée des États-Unis et sert pendant la guerre du Vietnam. En 1971, il débute au théâtre, au Pittsburgh Playhouse et commence à jouer pour le cinéma dans la comédie lowbrow The Booby Hatch.

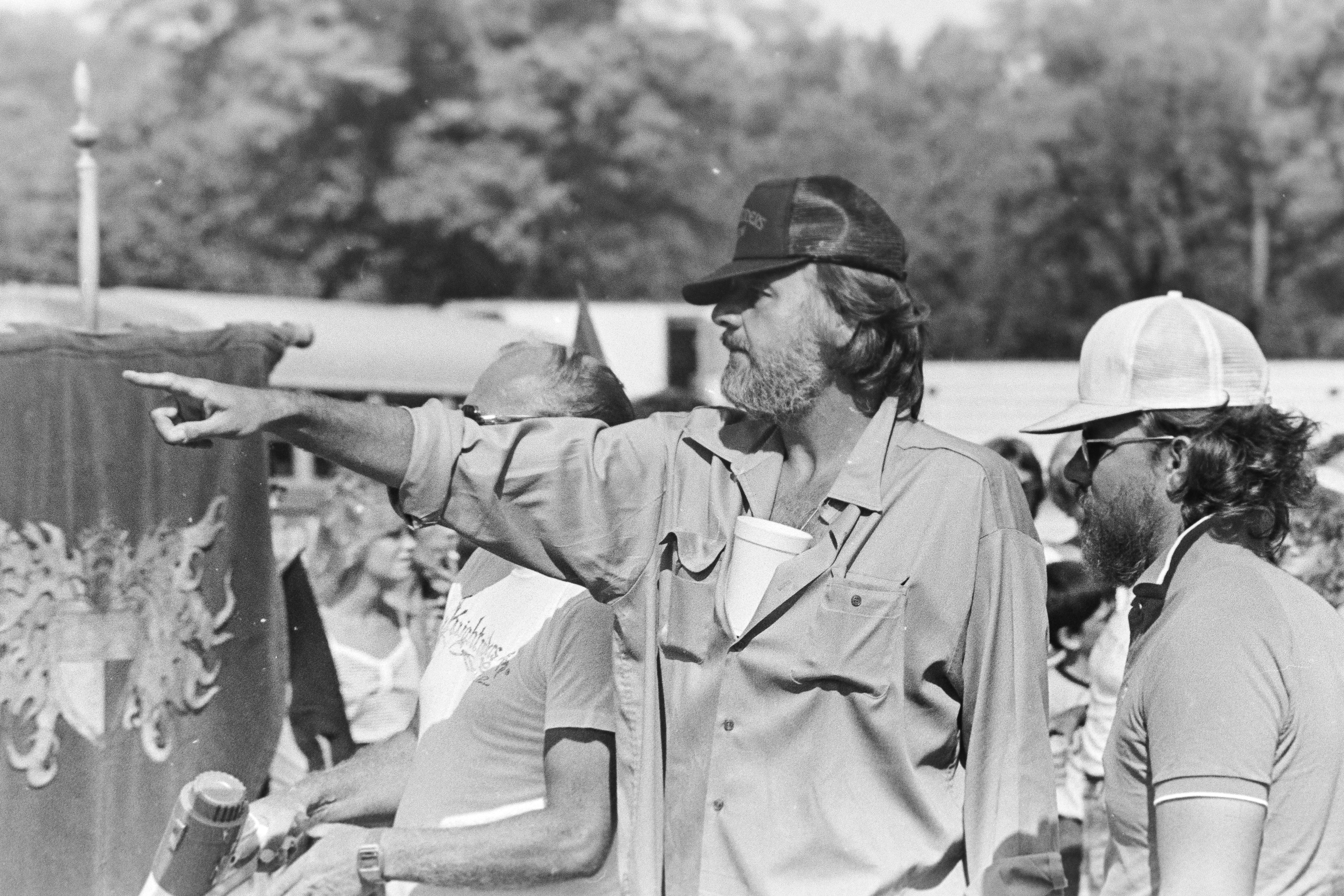
George Romero -1980.

Il se produit dans un dîner-théâtre à Washington, D.C., où il vit brièvement. En 1976, il s’installe à New York où il est chef de cuisine. C’est là qu’il fait la connaissance du réalisateur George Romero qui le choisit pour le rôle du pilote d'hélicoptère, Stephen, dans Zombie (Dawn of the Dead) qui demeure le film le plus apprécié du public. Il joue encore dans d’autres films comme Basket Case 2 et Hellmaster.

Logo du film - 1978.

David Michael Emge meurt le samedi 20 janvier 2024 à l’âge de 76 ans, au West River Health Campus. Il avait dix frères et sœurs.

## Filmographie
Sauf indication contraire, les informations mentionnées dans cette section peuvent être confirmées par la base de données cinématographiques IMDb,  présente dans la section « Liens externes ».

### Acteur
- 1976 : The Devil and Sam Silverstein de Russell Streiner : ?
- 1976 : The Booby Hatch (en) de Rudy Ricci et John A. Russo : Angelo Fettucini
- 1978 : Zombie (Dawn of the Dead) de George A. Romero : Stephen Andrews
- 1980 : Document of the Dead (en) de Roy Frumkes : lui-même
- 1985 : Le Monde de l'horreur (Il mondo dell'orrore di Dario Argento) de Michele Soavi : Stephen (images d'archives, non crédité)
- 1990 : Frère de sang 2 (Basket Case 2) de Frank Henenlotter : Half Moon
- 1992 : Hellmaster (en) de Douglas Schulze : Robert
- 2004 : The Dead Will Walk de Perry Martin : lui-même
- 2008 : Dead On: The Life and Cinema of George A. Romero (en) de Rusty Nails : lui-même

### Assistant producteur
- 1988 : Voices & Visions